# Euproctidion
Euproctidion is een geslacht van vlinders van de familie spinneruilen (Erebidae), uit de onderfamilie Lymantriinae.

## Soorten
- E. conradti Collenette, 1931
- E. convexa Hering, 1927
- E. gabunica Holland, 1893
- E. pallida (Holland, 1893)
- E. periblepta Collenette, 1954
- E. rhodobaphes Collenette, 1931
- E. rhodoides Collenette, 1931
- E. striata Collenette, 1931
- E. uniformis Hering, 1927